# جیانکارلو میناردی
جیانکارلو میناردی (به انگلیسی: Giancarlo Minardi) (زادهٔ ۱۸ سپتامبر ۱۹۴۷ در فائنتسا) کارآفرین ایتالیایی، و مؤسس و مدیر سابق تیم میناردی در مسابقات اتومبیل‌رانی فرمول یک است. تیم میناردی اکنون منحل شده‌است.